# Typhlocyba russeola
Typhlocyba russeola är en insektsart som beskrevs av Mcatee 1926. Typhlocyba russeola ingår i släktet Typhlocyba och familjen dvärgstritar.
Artens utbredningsområde är Ohio. Inga underarter finns listade i Catalogue of Life.